# Жртва (филм из 1961)
Жртва (енгл. Victim) је британски неоноар-трилер филм из 1961. године, режисера Базила Дирдена, у коме главне улоге тумаче Дирк Богард и Силвија Симс. Протагониста је угледни адвокат који, након што је његов познаник извршио самоубиство, започиње истрагу како би раскринкао банду која уцењује хомосексуалце са компромитујућим фотографијама и другим доказима, при чему и сам постаје жртва уцене.
Као први британски филм који експлицитно спомиње хомосексуалност и не приказује је у негативном светлу, премијерно је приказан 31. августа 1961. у Уједињеном Краљевству, док је у америчким биоскопима објављен у фебруару наредне године. По објављивању у Уједињеном Краљевству, филм се показао веома контроверзним за Британски одбор филмске класификације, а у САД му је одбијен печат одобрења Кодекса за продукцију филмова. Упркос томе, добио је признање критичара и данас се сматра британским класиком, а заслужан је за либерализацију ставова према хомосексуалности у Великој Британији.

## Радња
Мелвил Фар је успешан лондонски баристер. На путу је да постане краљичин саветник, а неки већ причају о томе да ће бити именован за судију. Једног дана, Фара зове Џек „Дечко” Барет, млади хомосексуалац из радничке класе са којим је претходно био у љубавној вези. Фар, који је наизглед срећно ожењен Лором, претпоставља да Барет жели да га уцењује због њихове везе, па не слуша Барета и каже му да га више не зове. Међутим, Барет је звао Фара да би затражио помоћ, пошто је постао плен уцењивача који имају слику њих двојице заједно у возилу. Слика је донекле компромитујућа, јер приказује Барета како плаче, а Фара како га је обгрлио руком, па је Барет украо 2.300 фунти од својих послодаваца да плати уцењивачима, али је откривен и сада га прогања полиција, па му је потребна финансијска помоћ да побегне из земље. Након што је успео да позајми 20 фунти од пријатеља, Барета хапси полиција, која брзо закључује да је уцењен, па чак и успоставља везу са Фаром када пронађу албум са чланцима које Барет није успео да уништи како треба пре него што је ухапшен. Знајући да је само питање времена када ће бити приморан да открије детаље уцене и Фарове улоге, Барет се обеси у полицијској ћелији.
Након што је сазнао истину о томе како је Барет покушао да га заштити, Фар одлучује да истражи уцењивачки круг, регрутујући Едија, Баретовог пријатеља и цимера, да идентификује друге на које уцењивачи можда циљају. Еди упућује Фара на Хенрија, фризера, али Хенри одбија да Фару идентификује уцењиваче. Када један од уцењивача, младић под надимком „Сенди”, посети Хенријев салон и почне да га уништава, Хенри доживи срчани удар. Непосредно пре смрти, он зове Фаррову кућу и мрмља поруку у којој наводи имена још једне жртве уцењивача.
Пратећи траг, Фар ступа у контакт са истакнутим глумцем по имену Каловеј, али он такође одбија да помогне, јер му више одговара да настави да плаћа уцењивачима и да своју сексуалност задржи у тајности. Лора сазнаје за Баретово самоубиство и суочава се са својим мужем. Након жестоке свађе, током које Фар тврди да је одржао обећање које је дао када су се венчали да више неће удовољавати својој хомосексуалној тежњи, Лора сматра да је Фар изневерио то обећање тиме што је био у вези са Баретом, чак и ако веза није била физичка, и почиње да размишља да га остави.
Еди идентификује продавца аутомобила по имену Фип као још једну жртву уцењивача, а Фар наговара Фипа да га пусти на састанак са Сендијем, нудећи да откупи писма којим га уцењује. Фар каже Сендију да жели Фипова писма и негативе слика њега и Барета. Сенди се консултује са својим партнером, а затим, да би извршио притисак на Фара, вандализује његов дом у Чизику исписујући „Фар је педер” на вратима гараже.
Незастрашен, Фар сарађује са полицијом како би ухватио уцењиваче након што покупе његов новац за писма и негативе, и откривају да је Сенди радио са госпођицом Бенам, која жели да натера хомосексуалце да „плате за своје прљаво богохуљење” и да су њих двоје почели да добијају информације о својим метама од Фипа када више није могао да приушти да их плаћа. Фар обећава да ће сведочити на суђењу уцењивачима, иако ће медијско извештавање које ће уследити сигурно уништити његову каријеру и репутацију, јер се нада да ће његово учешће помоћи да се скрене пажња на проблеме са постојећим законима против хомосексуалности.
Изненађен што је Лора још увек код куће, Фар јој каже да напусти град пре суђења. Када га пита да ли треба да се врати након тога, он јој говори да ће јој пожелети добродошлицу, јер ће му „очајнички требати”. Она одговара да је „потреба већа реч од „љубав” и каже да мисли да има снаге да стане уз њега. Након што Лора оде, Фар спаљује сугестивну фотографију њега и Барета.

## Улоге
| Глумац           | Улога                     |
| ---------------- | ------------------------- |
| Дирк Богард      | Мелвил Фар                |
| Силвија Симс     | Лора Фар                  |
| Денис Прајс      | „Мали” Каловеј            |
| Ентони Николс    | лорд Чарлс „Теди” Фулбрук |
| Питер Копли      | Пол Мендрејк              |
| Норман Берд      | Харолд Доу                |
| Питер Макенери   | Џек „Дечко” Барет         |
| Доналд Черчил    | Еди Стоун                 |
| Дерен Несбит     | Сенди                     |
| Џон Бари         | инспектор Харис           |
| Џон Керни        | поручник Берди            |
| Алан Макнотан    | Скот Хенкин               |
| Најџел Сток      | Фип Мортимер              |
| Френк Петит      | Фред                      |
| Мејвис Вилијерс  | Меџ                       |
| Чарлс Лојд-Пек   | Хенри                     |
| Хилтон Едвардс   | П. Х.                     |
| Дејвид Еванс     | Мики                      |
| Ноел Хаулет      | Вилијам Патерсон          |
| Маргарет Дајмонд | госпођица Бенам           |
| Алан Хауард      | Френк Џефрис              |
| Дон Берет        | Силви Џефрис              |